# 今度までには
『今度までには』（こんどまでには）は、aikoのメジャー通算11作目のシングルで、ポニーキャニオンから2002年8月14日に発売。

## 概要
- 初回限定盤のみカラートレイ仕様となっている。
- 初回限定盤と通常盤の規格番号がこのシングルと秋 そばにいるよのみ、別になっている。初回限定盤はPCCA-01759、通常盤はPCCA-01760。

## 曲目
全作詞作曲：AIKO
1. 今度までには
編曲：吉俣良
2. 愛の世界
編曲：島田昌典
3. あなたの唄
編曲：島田昌典
4. 今度までには（instrumental）